# Admoniteur
L’admoniteur est un conseiller confidentiel du supérieur général de la Compagnie de Jésus, d’un provincial ou d’un recteur, et dont la responsabilité est d'avertir (ou éventuellement admonester) avec respect et humilité le supérieur général de ce qui « serait pour le service et la gloire plus grande de Dieu » [Const. no 770], pour tout ce qui concerne sa propre personne (santé, vie spirituelle, relations avec autrui, etc.) et sa gouvernance (exercice de l'autorité, obéissance personnelle, etc.).

## Description
L'admoniteur du supérieur général est élu par la Congrégation générale, comme expression « de la sollicitude que la Compagnie doit avoir envers le préposé général » [Const. no 766]. Il doit être « profès, familier avec Dieu dans la prière, ayant un jugement bon et mûr, connaissant bien l’institut de la Compagnie, discret et prudent, ni crédule ni timide » [Normes, no 379]. Cette charge supplémentaire est habituellement donnée à un des assistants directs du supérieur général.
Outre le supérieur général, tous ceux qui ont autorité dans la Compagnie de Jésus — provinciaux, recteurs et supérieurs — reçoivent un admoniteur désigné par l’autorité qui leur est immédiatement supérieure.
Mutatis mutandi, une fonction similaire existe dans l'Opus Dei, dont les statuts (no 132 § 6) spécifient qu'« il y aura deux Gardiens, ou 'Admoniteurs', qui aident le Prélat pour son bien spirituel et pour sa santé ».

## Histoire
En novembre 2016, dans la Compagnie de Jésus, Douglas Marcouiller est nommé admoniteur du préposé général Arturo Sosa.